# Обыкновенная длиннорылая рыба-бабочка
Обыкновенная длиннорылая рыба-бабочка (лат. Forcipiger longirostris) — морская рыба из семейства щетинозубых (Chaetodontidae).
Обыкновенная длиннорылая рыба-бабочка отличается от жёлтой длиннорылой рыбы-бабочки (Forcipiger flavissmus) более длинным рылом, меньшего размера пастью и тёмной чешуёй на горле. Кроме того, у неё имеется всего от 10 до 11 лучей на спинном плавнике, в то время, как у F. flavissmus имеется 12 лучей.
Рыба достигает длины до 22 см. Это территориальный вид, обитающий в одиночку или парами в тропических морях Индо-Тихоокеанской области от Сейшельских островов до Таити и Питкэрн. Он населяет внешние рифы. Рыба питается мелкими ракообразными и другими беспозвоночными. У основания хвоста имеется чёрное «глазное пятно», служащее для дезориентирования потенциальных врагов.